# Maxera morosa
Maxera morosa là một loài bướm đêm trong họ Noctuidae.